# Kollikodon
Kollikodon ritchiei
Famille
Genre
Espèce
Kollikodon est un genre éteint de monotrèmes. Il est le seul de la famille des Kollikodontidae, qui vivait au Crétacé inférieur et représente une des plus anciennes traces de monotrèmes sur Terre. À cette époque, les ornithorynques ne s'étaient pas encore scindés des échidnés.
Une seule espèce est rattachée au genre : Kollikodon ritchiei.

## Description
- Caractérisé par un fragment opalisé de denture (une prémolaire et deux molaires) découvert en Australie, à Lightning Ridge en Nouvelle-Galles du Sud par deux amateurs : les frères Galman. Étudié en 1995 par T. F. Flannery, Michael Archer, T. H. Rich et R. Jones. Les fossiles se trouvent à l'Australian Museum de Sydney.
- Époque : Crétacé inférieur, Albien moyen (environ 105 Ma (millions d'années).
- Les molaires font 5,5 mm de long et de 4 à 6 mm de large. On estime à partir de cela la longueur de l'animal à un mètre, ce qui est relativement grand pour un mammifère du Mésozoïque. La forme de ses dents permet de penser qu'il se nourrissait de crustacés. Un large canal sur la mandibule suggère la présence d'un bec.
- Le fragment de denture trouvé à Lightning Ridge